# Lalla Takerkoust
Lalla Takerkoust (arabisch للا تاكركوست, Taschelhit ⵍⴰⵍⵍⴰ ⵜⴰⴽⵔⴽⵓⵙⵜ Lalla Takrkust) ist der Hauptort einer von Berbern bewohnten Landgemeinde (commune rurale) am Nordrand des Hohen Atlas in der Provinz Al Haouz in der Region Marrakesch-Safi. Der nahe gelegene gleichnamige Stausee dient in der Hauptsache der Wasserversorgung von Marrakesch.

## Lage
Lalla Takerkoust liegt am Oued Nfiss in der Ebene südlich des Tensift-Beckens von Marrakesch in einer Höhe von ca. 540 m. Bis nach Marrakesch sind es ca. 38 km (Fahrtstrecke) in nordwestlicher Richtung; der Ort Amizmiz am Fuß des Atlas-Gebirges befindet sich etwa 30 km südwestlich. In der Ortsmitte überquert die Straße auf einer Brücke den Oued Nfiss, in dessen Tal die Passstraße über den Tizi n’Test im Hohen Atlas verläuft. Westlich von Marrakesch mündet der Oued Nfiss in den Oued Tensift.
Der alte Ortskern mit einer überwiegend berberischen Bevölkerung zieht sich ab der Brücke nach Norden einen Hang hinauf. Die geografische Mitte des Ortes bildet die Straßenbrücke mit einigen Lebensmittelläden, Restaurants und dem Wochenmarkt in der Nähe. Südlich schließt sich Richtung Staudamm eine neuere Siedlung an, in der die Familien der Arbeiter am Staudamm wohnen. Der Staudamm befindet sich am westlichen Ortsrand. Sein Abfluss in nordöstlicher Richtung verläuft zwischen den beiden Ortshälften hindurch.

## Bevölkerung
| Jahr      | 1994  | 2004 | 2014 | 2024 |
| Einwohner | k. A. | 3348 | 4080 | 4827 |

Die Einwohner des Ortes sind nahezu ausnahmslos berberischer Abstammung; gesprochen wird der regionale Dialekt Taschelhit und Marokkanisches Arabisch.

## Wirtschaft
Lebensgrundlage der Bewohner des Ortes bildete jahrhundertelang die Oasenwirtschaft; hinter Stampflehmmauern werden überwiegend Oliven angepflanzt, dazwischen Granatäpfel, Feigen und einige Dattelpalmen. Die Viehzucht (Esel, Schafe, Ziegen, Hühner) spielt eine untergeordnete Rolle. Einnahmen aus dem Pilgertourismus kamen hinzu und auch der Bau und die Unterhaltung des Staudamms schufen einige Arbeitsplätze.

## Heilige Lalla Takerkoust

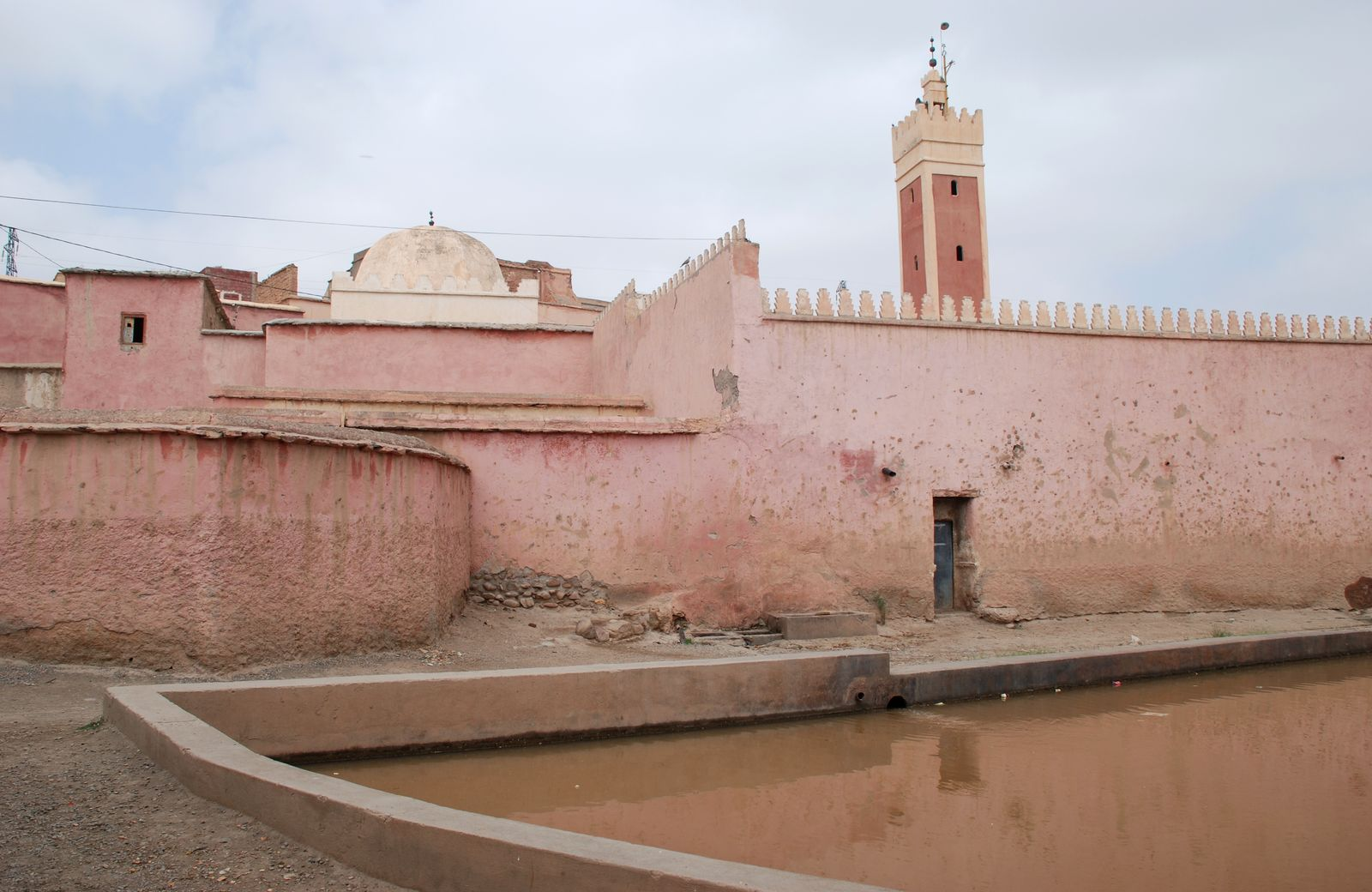
Grabstätte und heiliges Wasserbecken der Lalla Takerkoust

Der Name des Ortes geht auf die im lokalen Volksglauben verehrte Sufi-Heilige Lalla Takerkoust zurück, deren von einer Kuppel überdachte Grabstätte (qubba) in der alten Ortsmitte liegt. Zum von einer hohen Mauer umgebenen Gebäudekomplex gehören der eigentliche Grabraum, ein großer Innenhof, mehrere Nebenräume und ein Minarett. An der unteren Außenmauer tritt eine Heilquelle hervor, die ein Wasserbecken speist, in dem traditionell wunscherfüllende Wasserschildkröten schwimmen. Nach einer Beschreibung aus dem Jahr 1954 wurden die Bittgesuche der muslimischen und jüdischen Pilger angenommen, wenn die Tiere an den ins Wasser getauchten und zuvor mit Brotteig bestrichenen Fußzehen knabberten. Die Schildkröten gelten als hilfreiche Geister (dschinn), die mit der Heiligen befreundet sind und ihre Segenskraft (baraka) übertragen können. Edward Westermarck beschrieb 1926, wie von unheilvollen Geistern befallene Menschen an der Quelle zuerst ein (Tier-)Opfer darbrachten, bevor sie ihre mit Teig versehene Hand oder einen Fuß ins Wasser hielten. Die Schildkröten sollten günstig gestimmt werden, damit sie die Krankheit heilen möchten. Ferner wurden früher vom Berberstamm der Ait Wauzgit in der Nähe die Gräber von sieben heiligen Männern verehrt (ein bekannteres Beispiel für den Siebenerkult sind die Sieben Heiligen von Marrakesch).

## Stausee

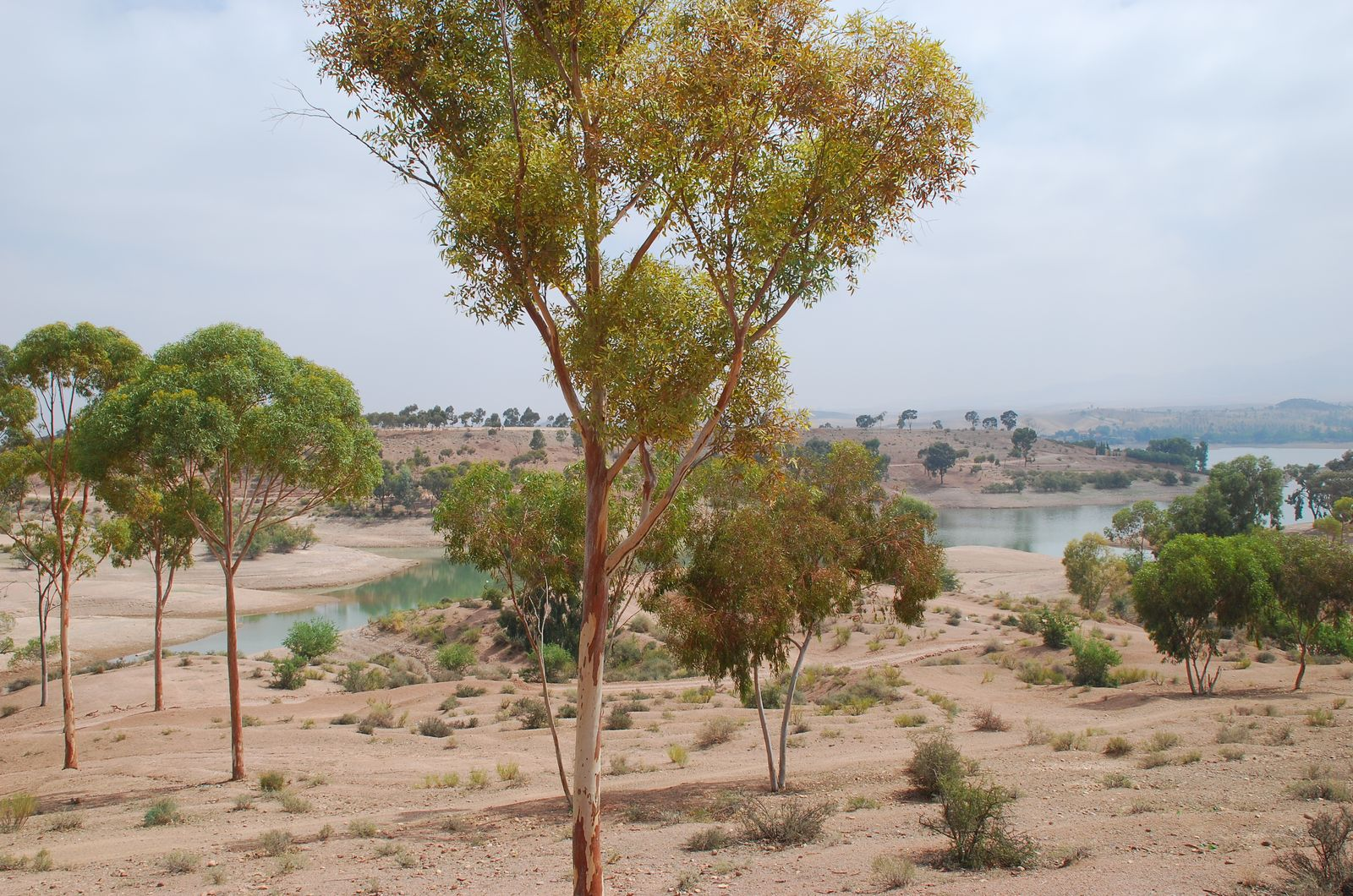
Aufforstung mit Eukalyptusbäumen am Stausee

Während der französischen Kolonialzeit wurde im Jahr 1935 eine 350 m lange und 60 m hohe Gewichtsstaumauer gebaut, die den Oued Nfiss zu einem 7 km langen See aufstaut; im Jahr 1980 wurde der Damm erhöht. Der Stausee liefert heute einen Großteil des Trinkwassers für die Stadtregion Marrakesch und dient darüber hinaus der Feldbewässerung des Tensift-Beckens. Der jährliche Niederschlag in Lalla Takerkoust ist mit 261,3 mm gering. Das meiste Wasser wird in den trockenen und heißen Sommermonaten verbraucht, während die Niederschläge im Winter fallen.
Es ist der größte Staudamm der Region. Die ursprüngliche Kapazität von 72,5 Millionen m³ verringerte sich durch Versandung auf 56,1 Millionen m³ im Jahr 2002. Ursache der Versandung ist die Erosion der steilen Hänge der umliegenden kahlen Hügel, die nur durch großflächige Aufforstung eingeschränkt werden könnte. Um der Wasserknappheit in Marrakesch zu begegnen, wird seit 2005 der Wirgane Damm 20 Kilometer oberhalb gebaut. Er soll die für die Stadt verfügbare Trinkwassermenge um 17 Millionen m³ jährlich erhöhen.
Mit dem Damm wird zugleich eine geringe Menge Strom produziert. Der See dient zum Fischfang und ist ein Ziel ausländischer Touristen. Etwa 5 km vom Ort entfernt am nördlichen Seeufer sind einige kleinere Hotelanlagen entstanden, an denen die für Badeurlauber üblichen Freizeitaktivitäten angeboten werden.